# Battaglia di Azio
La battaglia di Azio (2 settembre 31 a.C.) fu una battaglia navale che concluse la guerra civile tra Ottaviano e Marco Antonio, quest'ultimo alleato al Regno tolemaico d'Egitto di Cleopatra.
La battaglia navale fu vinta dalla flotta di Ottaviano, guidata con abilità da Marco Vipsanio Agrippa, anche a causa della scarsa decisione di Marco Antonio che, mentre l'esito del combattimento era ancora incerto, si fece convincere da Cleopatra a fuggire verso l'Egitto con parte delle navi.

## Contesto storico
Dopo essere riuscito a conquistare l'Armenia nel 34 a.C., sul finire della sua pur fallimentare campagna partica, ciò grazie anche all'appoggio logistico dell'esercito di Cleopatra, regina tolemaica d'Egitto (oltreché sua amante), Marco Antonio decise di celebrare il proprio trionfo nella capitale egiziana, Alessandria, nonostante esso potesse avere luogo unicamente all'interno delle mura dell'Urbe e perdipiù dietro previa autorizzazione del Senato.
In quella occasione, il condottiero romano tenne pure una solenne cerimonia in cui spartiva tra la propria prole avuta con Cleopatra i dominii orientali della Repubblica - che gli erano stati affidati in gestione con gli accordi del secondo triumvirato - e i nuovi territori da lui conquistati, assegnandoli con svariati titoli regali (episodio passato alla storia appunto come le "donazioni di Alessandria"), oltre poi a riconoscere ufficialmente Cesarione, il figlio che la regina tolemaica avrebbe avuto dalla sua relazione con Cesare, erede legittimo del celebre condottiero romano, cosa che certo non poneva in una posizione comoda colui che per la legge romana ne era il vero erede, vale a dire Ottaviano.

### Casus belli
Poiché il Senato non vide di buon occhio il trionfo celebrato ad Alessandria, né tantomeno la spartizione ai figli di terre che appartenevano a Roma e non ad Antonio, Ottaviano decise di forzare la mano ai senatori e, dopo avere corrotto alcuni funzionari, si impossessò del testamento del rivale e lo lesse pubblicamente all'assemblea scatenandone la prevista reazione.
Il senato e il popolo di Roma proclamarono Marco Antonio «nemico della patria» e, decisi ad evitare che si parlasse di guerra civile, dichiararono guerra a Cleopatra e all'Egitto. Alla fine di settembre del 32 a.C. Antonio e Cleopatra trasferirono il loro quartier generale a Patrasso, minacciando direttamente la penisola italiana. La scelta era ottima perché il golfo su cui sorge la città era protetto, in direzione dell'Italia, dalle isole di Leuca e Cefalonia.
Poiché la minaccia di Antonio era reale, Ottaviano iniziò ad organizzare il proprio esercito a Taranto e Brindisi e Antonio, per consolidare la sua posizione, occupò tutti i punti strategici importanti. La catena iniziava a sud da Cirene nel Nordafrica, da cui partivano i rifornimenti di grano e viveri, passava per Metone sulla punta sud del Peloponneso, che controllava le rotte del rifornimento, arrivava a Patrasso, il quartier generale, e proseguiva a nord verso Azio, davanti al golfo d'Ambracia e con l'isola di Leuca a vista d'occhio, per finire poi sull'isola di Corfù.
| Antonio e Cleopatra: denario                                         | Antonio e Cleopatra: denario                                                |
| -------------------------------------------------------------------- | --------------------------------------------------------------------------- |
|                                                                      |                                                                             |
| CLEOPATRAE REGINAE REGVM FILIORVM REGVM, testa con diadema a destra. | ANTONI ARMENIA DEVICTA, testa verso destra e sullo sfondo una tiara armena. |
| 21 mm, 3.45 g, coniato nel 32 a.C.                                   |                                                                             |

Questa disposizione strategica mostra chiaramente che l'intenzione di Antonio era quella di attendere il nemico su posizione di forza invece di muovere direttamente all'attacco. Ottaviano, da parte sua, non era un gran condottiero ma, da ottimo politico, sapeva circondarsi di eccellenti collaboratori fra i quali spiccava per abilità l'ammiraglio Marco Vipsanio Agrippa.
Mentre Antonio trascorreva l'inverno a Patrasso, Agrippa preparava le contromisure. I primi giorni di marzo del 31 a.C. il Comandante Superiore della Flotta Romana mosse le navi da Brindisi e attraversò il mar Ionio non in direzione del nemico, che lo attendeva davanti a Leuca, ma verso sud per conquistare la guarnigione di Metone. Colti di sorpresa i militari di Antonio si arresero immediatamente e tutto il quadro strategico ne fu sconvolto. Persa Metone i rifornimenti a Patrasso non poterono più giungere via nave ma solo via terra, molto più lunga e dispendiosa. Gli esperti di strategia militare contemporanea sono abbastanza d'accordo nell'affermare che a questo punto la guerra poteva considerarsi già decisa a favore di Ottaviano.
Da Metone Agrippa iniziò ad attaccare una dopo l'altra le postazioni di Antonio, che non era in grado di difenderle tutte contemporaneamente: dall'Italia le truppe di Ottaviano sbarcarono in Epiro e attaccarono Corfù, mentre da Metone Agrippa minacciava direttamente Patrasso costringendo Antonio e Cleopatra a spostare il loro quartier generale ad Azio. Infine Agrippa conquistò anche l'isola di Leuca e si ricongiunse con l'esercito proprio sul lembo di penisola opposto ad Azio. Ottaviano era in posizione di forza e poteva attendere, Antonio e Cleopatra erano costretti a combattere e vincere.
Nonostante le pressioni dei propri generali e la sua superiorità in campo terrestre, Antonio si fece convincere da Cleopatra a combattere una battaglia navale perché l'ambiziosa regina, che non aveva fornito grandi quantitativi di soldati ma molte navi, voleva essere partecipe della vittoria. Ecco perché la maggior parte delle legioni antoniane, al comando di Publio Canidio, non partecipò alla battaglia e, dopo il suo svolgimento, continuò per alcuni giorni la resistenza a terra prima di disunirsi e arrendersi dopo avere appreso della fuga di Marco Antonio.
La flotta di Antonio era di poco superiore per numero e per buona parte formata da navi grosse e lente, mentre quelle di Ottaviano erano molto più manovrabili. A maggio inoltre scoppiò un'epidemia di malaria che uccise molti soldati nelle file di Antonio e il mancato arrivo dei rifornimenti causò parecchi tradimenti. Per evitare che gli equipaggi ammutinati consegnassero le navi al rivale, Antonio ne fece bruciare cinquanta, le meno adatte al combattimento, riducendo la sua flotta a 170 unità. Alla fine di agosto Antonio fece preparare le navi con le vele spiegate, quindi più pesanti e più facilmente incendiabili dal nemico. Forse preparava la fuga, che venne ritardata da una tempesta. La mattina del 2 settembre il mare è liscio e Antonio fa uscire la flotta dal golfo di Ambracia. Inizia la battaglia vera e propria.

## Forze in campo
Sembra che nella sola battaglia di Azio furono messe in campo ben cinquanta delle sessanta legioni circa totali (forse solo con loro vessillazione):
- ventuno per la parte di Ottaviano: la I (futura Augusta?), II (futura Augusta?), II Sabina (?), III (futura Augusta?), IIII Sorana, V Macedonica, VII Macedonica, VIII (futura Augusta?), VIIII Macedonica (futura VIIII Hispana), X Fretensis, XI (futura Claudia?), XIII (futura Gemina?), XIV (futura Gemina), XV (futura Apollinaris), XVI Gallica (?), XVII, XVIII, XIX, XXVII (?), XXXIII e XXXXI (?).[5]
- trenta per la parte di Antonio: la legio I, II, III Cyrenaica, III Gallica, IIII (futura Scythica?), V Alaudae, VI Ferrata, VII, VIII, VIIII, X Equestris, XI, XII Antiqua, XIII, XIIII, XV, XVI, XVII Classica, XVIII Lybica, XVIIII, XX, XXI, XXII, XXII Cyrenaica, XXIII, XXIIII, XXV, XXVII, XXVIIII, XXX.[6]

Antonio era inoltre appoggiato da ingenti forze navali e terrestri egiziane di Cleopatra d'Egitto: trecento navi da guerra e circa 10000 soldati.

## La battaglia

Mappa della battaglia di Azio.

Svetonio racconta di un curioso episodio occorso ad Ottaviano prima della battaglia decisiva:
(Svetonio, Augustus, 96.)
Lo schieramento delle imbarcazioni per la battaglia navale prevedeva all'epoca che le flotte si ponessero una di fronte all'altra a formare due semicerchi concentrici, divise in tre gruppi. A differenza degli scontri terrestri però il gruppo centrale degli schieramenti era più debole, per consentire alle navi strette in mezzo alle ali di manovrare meglio senza disturbarsi reciprocamente.
Il lato nord dello schieramento di Ottaviano era comandato da Vipsanio Agrippa, che aveva di fronte Gellio Publicola, al centro Lucio Arrunzio fronteggiava Ottavio mentre a sud Lurio fronteggiava Gaio Sosio. La nave di Antonio si trovava con Publicola, quella di Ottaviano con Lurio mentre la «Antonias», la nave ammiraglia di Cleopatra con la regina a bordo, si trovava alle spalle di Ottavio insieme ad altre ventisei navi egizie, forse nel tentativo di riprodurre in mare lo stratagemma adottato da Cesare nella battaglia di Farsalo.
Le due flotte si fronteggiano vicine e immobili fino a mezzogiorno, quando all'improvviso Sosio muove le sue navi verso sud in direzione dell'isola di Leuca e si scontra con Lurio dando inizio alla battaglia. I motivi del movimento improvviso di Sosio sono sconosciuti: qualcuno sostiene che era concordato, altri invece ritengono che volesse abbandonare Antonio al proprio destino. Comunque sia l'azione di Sosio incanala la battaglia secondo i piani di Agrippa: attendere l'avversario e arretrare lentamente in mare aperto per sfruttare gli spazi con le proprie navi, molto più agili da manovrare.
Lurio inizia piano piano a retrocedere e lo stesso fa Agrippa dal lato opposto, mentre Arrunzio resta fermo al centro davanti a Ottavio. Poiché il nemico non accenna ad aprirsi Agrippa decide di prendere un rischio e fa muovere bruscamente le navi verso il largo; Publicola cade nel trabocchetto e lo segue, allontanando le sue navi sia l'una dall'altra che dal centro dello schieramento. Ottavio, per tenere unita la formazione, è costretto a spostarsi a nord e viene chiuso da Arrunzio. Questo spostamento crea un varco in mezzo che potrebbe essere sfruttato dalle navi di Cleopatra, ma la regina decide inspiegabilmente di utilizzarlo per fuggire. Antonio vede la sua amante in fuga e non si preoccupa più della battaglia ma solo di inseguirla, lasciando flotta e uomini al loro destino.
Inizialmente gli uomini di Antonio non si accorgono di essere stati abbandonati dal proprio comandante e si battono valorosamente (Velleio Patercolo scriverà: «i soldati si comportarono come il migliore dei comandanti e il comandante come il più vile dei soldati»; Patercolo, II.85.5), ma la battaglia è da considerarsi perduta. Una flotta composta da navi troppo lente e meno agili, con troppa distanza fra una nave e l'altra, non può sopportare anche l'inferiorità numerica che con la fuga delle navi egizie è diventata notevole. Le navi romane hanno gioco facile nello sfuggire ai tentativi di speronamento con il rostro, poi iniziano ad attaccare le imbarcazioni avversarie a una a una e, trasferendo sulle navi avversarie i soldati mediante l'arpagone, vi combattono corpo a corpo e infine ne incendiano le vele, affondandole.
Verso sera gli uomini di Ottaviano hanno già affondato quaranta navi avversarie e ucciso cinquemila soldati, mentre le cento navi superstiti fuggono alla rinfusa verso il golfo di Ambracia. Per Ottaviano è un gioco da ragazzi chiudere il golfo con la propria flotta e attendere la resa, che avverrà il giorno dopo.

## Conseguenze
| Augusto: denario                                                    | Augusto: denario |
| ------------------------------------------------------------------- | --- |
|                                                                     | |
| Testa di Augusto verso destra;                                      | La rappresentazione di un arco di trionfo con quadriga e la scritta IMP CAESAR, eretto per la vittoria di Azio contro Marco Antonio e Cleopatra. |
| Argento, 20 mm, 3.47 gr, 1 h; zecca di Roma? coniato nel 30-29 a.C. | |

La resa della flotta di Antonio e Cleopatra fu favorita dalla voce circolata fra i soldati che Ottaviano prometteva «salva la vita e terre in Italia» a chi avesse consegnato le armi. In effetti i vinti furono graziati e vennero fatti sbarcare in Italia dove in realtà vennero abbandonati a se stessi e infine si rivoltarono.
Ottaviano inviò il fedele Agrippa a stroncare la rivolta, mentre lui rimase ad Azio, dove fece ingrandire e abbellire il tempio di Apollo Actius e istituì i giochi quinquennali dei Ludi Actiaci, oltre a organizzare l'inseguimento di Antonio.
Ma dall'Italia gli riferirono che per sedare i tumulti erano necessari i rinforzi e la sua presenza. Sbarcato a Brindisi si aspettava di dovere ancora combattere mentre venne invece accolto da una delegazione di senatori che lo informarono della vittoria contro i rivoltosi e della nomina a console per il quarto anno consecutivo. Poté quindi partire a caccia del rivale.
La vicenda di Antonio e Cleopatra ebbe invece risvolti grotteschi quando Antonio raggiunse la regina in mare aperto e venne da questa ignorato (Plutarco, Antonio, 67). Nella sostanza si può dire che il condottiero romano non si riprese più dalla delusione e dall'umiliazione subite. Nell'agosto del 30 a.C. Ottaviano invase l'Egitto e Antonio gli si fece incontro alle porte di Alessandria, ma il suo esercito, messo in piedi in fretta e furia, fuggì all'apparire dei romani. Quest'ultima umiliazione spinse Marco Antonio al suicidio.
Quando Ottaviano entrò vincitore ad Alessandria, senza praticamente combattere, la regina Cleopatra tentò di sedurlo, come già aveva fatto con Cesare prima e con Antonio poi, ma senza successo. Cleopatra capì allora chiaramente quale sarebbe stato il suo destino: sfilare per le strade di Roma come un trofeo di guerra. Si diede dunque la morte, secondo la leggenda facendosi mordere da un aspide al seno.
Queste vicende, oltre a suscitare emozione profondissima nella cittadinanza romana, ispirarono opere poetiche, come la famosa ode I, 37 di Quinto Orazio Flacco e il Carmen de bello actiaco di Cornelio Severo.
La battaglia, i cui precisi dettagli peraltro mancano per carenza di fonti attendibili e per la mistificazione presente nella propaganda augustea, ebbe importanza decisiva e decretò la vittoria di Ottaviano nell'ultima guerra civile di Roma repubblicana; in questo senso segna simbolicamente il tramonto definitivo della repubblica romana e il passaggio al nuovo principato sanzionato nel 27 a.C. dal conferimento a Ottaviano del titolo di Augusto.